# Escoles Salvador Lluch
Escoles Salvador Lluch és una obra del municipi de Gavà (Baix Llobregat) inclosa en l'Inventari del Patrimoni Arquitectònic de Catalunya.

## Descripció
L'Escola presenta dos cossos individuals, construïts en èpoques diferents. L'un té planta rectangular amb un cos central sobresortit, planta baixa i pis, coberta a quatre aigües i de teula àrab. Cal fer esmena a la composició del ràfec amb combinació de maó i teula. L'altre cos, té planta en forma de "U", amb una façana prou interessant al nord, amb intercalació de pilastres i grans obertures cristalleres.

## Història
El desembre de 1928, L'ajuntament acordà construir un grup escolar a la zona de "Les Colomeres", després que el senyor Lluch, cedís gratuïtament els terrenys. El projecte no s'emprengué fins al temps de la Segona República. Així, doncs, es començà l'any 1931 i el primer edifici s'inaugurà el 1933. L'arquitecte fou Josep Domènech i Mansana. Més tard, en plena Guerra Civil, va edificar-se un nou cos separat de l'anterior.